# Hînkivți, Zalișciîkî
Hînkivți (în ucraineană Гиньківці) este un sat în comuna Vorvulînți din raionul Zalișciîkî, regiunea Ternopil, Ucraina.

## Demografie
Componența lingvistică a localității Hînkivți
     Ucraineană (99,71%)
     Alte limbi (0,29%)
Conform recensământului din 2001, majoritatea populației localității Hînkivți era vorbitoare de ucraineană (99,71%), existând în minoritate și vorbitori de alte limbi.